# Stenodyneriellus tricoloratus
Stenodyneriellus tricoloratus är en stekelart som beskrevs av Giordani Soika 1961. Stenodyneriellus tricoloratus ingår i släktet Stenodyneriellus och familjen Eumenidae. Inga underarter finns listade i Catalogue of Life.